# فرد دبليو. هاموند
فرد دبليو. هاموند (بالإنجليزية: Fred W. Hammond)‏ هو سياسي أمريكي، ولد في 21 يوليو 1872، وتوفي في 7 يناير 1942. حزبياً، نشط في الحزب الجمهوري. وقد انتخب عضو جمعية ولاية نيويورك.